# Ожешко, Элиза
Эли́за Оже́шко (Элиза Ожешкова, Элиза Оржешко, пол. Eliza Orzeszkowa, бел. Эліза Ажэшка; 6 июня 1841, деревня Мильковщина близ Гродно, Российская империя — 18 мая 1910, Гродно) — польскоязычная писательница и общественный деятель. В Польше считается выдающейся польской писательницей, в Беларуси — белорусской.

## Биография
Урождённая Эльжбе́та Павло́вская (Elżbieta Pawłowska), младшая дочь богатого помещика и адвоката Бенедикта Павловского (пол. Benedykt Pawłowski) и его второй жены Франтишки (в девичестве Каменской). Образование получила в Варшавском пансионе (1852—1857).
В 17 лет была выдана замуж за помещика Кобринского уезда Петра Ожешко (1823—1874) и жила в его поместье Людвиново.
Оказывала поддержку участникам польского восстания 1863 года. В июле 1863 года  помогла Ромуальду Траугутту бежать в Варшаву, а Яну Ваньковичу в Галицию, до того две недели скрывала в их своём имении. Через три месяца пятидесятилетний крестьянин Стефан Поплавский, работающий кучером в имении Ожешко, доложил об этом властям. Пётр Ожешко, муж Элизы, взял всю вину на себя и по приговору суда за помощь восставшим в декабре 1864 года был бессрочно сослан в Пермскую губернию, а его имение было конфисковано в пользу государства.
Брак Элизы Ожешко с Петром Ожешко по её инициативе был признан в 1869 году недействительным. Обосновавшись в Гродно, Ожешко продала имение в Милковщине (1870 г.) и жила на доходы от литературной деятельности.
Элиза Ожешко интересовалась лекарственными травами, которые употребляли знахари и знахарки. Путешествуя по Гродненщине, она расспрашивала знахарок, собирала народные названия растений. Ею был собран гербарий и около 228 народных названий растений, многие из которых содержали описания внешнего вида и способов применения. Свои наблюдения писательница поместила в произведении под названием «Ludzie i kwiaty nad Niemnem» («Люди и цветы над Неманом»), напечатанном в географо-этнографическом журнале «Wisła» («Висла»).
21 октября (2 ноября) 1894 вышла замуж за Станислава Нагорского. Занималась благотворительной и общественной деятельностью.
После тяжёлой болезни сердца умерла и похоронена в Гродно на старом католическом фарном кладбище.

## Память

### Мемориальная доска

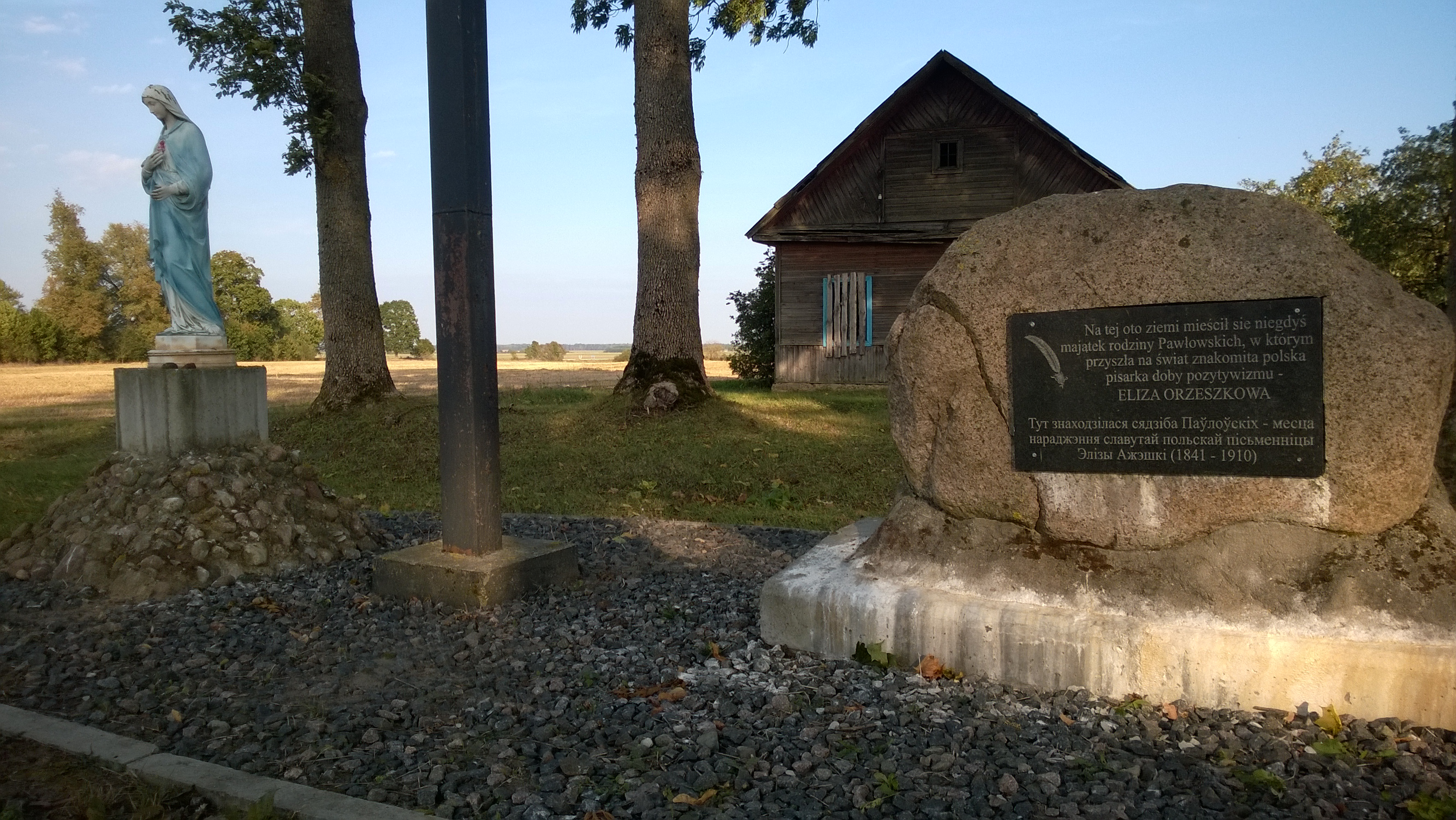
Мемориальный камень на месте усадьбы Павловских — места рождения Элизы Ожешки, деревня Мильковщина, Скидельский сельсовет, Гродненская область

- На родине Э. Ожешко в деревне Мильковщина установлен валун с мемориальной доской на нём в память о писательнице.

### Скульптуры
- В октябре 1929 года в Гродно был установлен памятник Элизе Ожешко работы польского скульптора Ромуальда Зериха.
- Авторская копия памятника была создана в 1958 году и установлена в Варшаве.

### Музей
- В Гродно в доме писательницы, где она жила с 1894 по 1910 годы, функционирует музей. Комнаты, в которых проживала и работала Элиза Ожешко, были восстановлены по старым фотоснимкам. Частично сохранились оригинальные предметы интерьера, мебель и книги писательницы.
- В Мильковщине (Гродненский район) также есть музей Элизы Ожешко.

### Улицы, названные именем Э. Ожешко
- в Гродно
- в Минске
- в Пинске
- в Волковыске
- в Каунасе
- в Белостоке
- в Мильковщине

### Образ в кинематографе
- В 1987 году в Польше в серии «Силуэты польской литературы» режиссёр Зыгмунт Сконечны снял биографический художественный фильм «Ты идёшь вверх…», где роль Элизы Ожешко исполнила польская актриса Ханна Гиза. Премьера фильма состоялась в 1990 году.

### Иное
- Кленовая аллея Элизы Ожешко в Мильковщине (Гродненский район).
- В деревне Флерьяново (Брестская область) находится дуб, посаженный Элизой Ожешко.

## Литературная деятельность

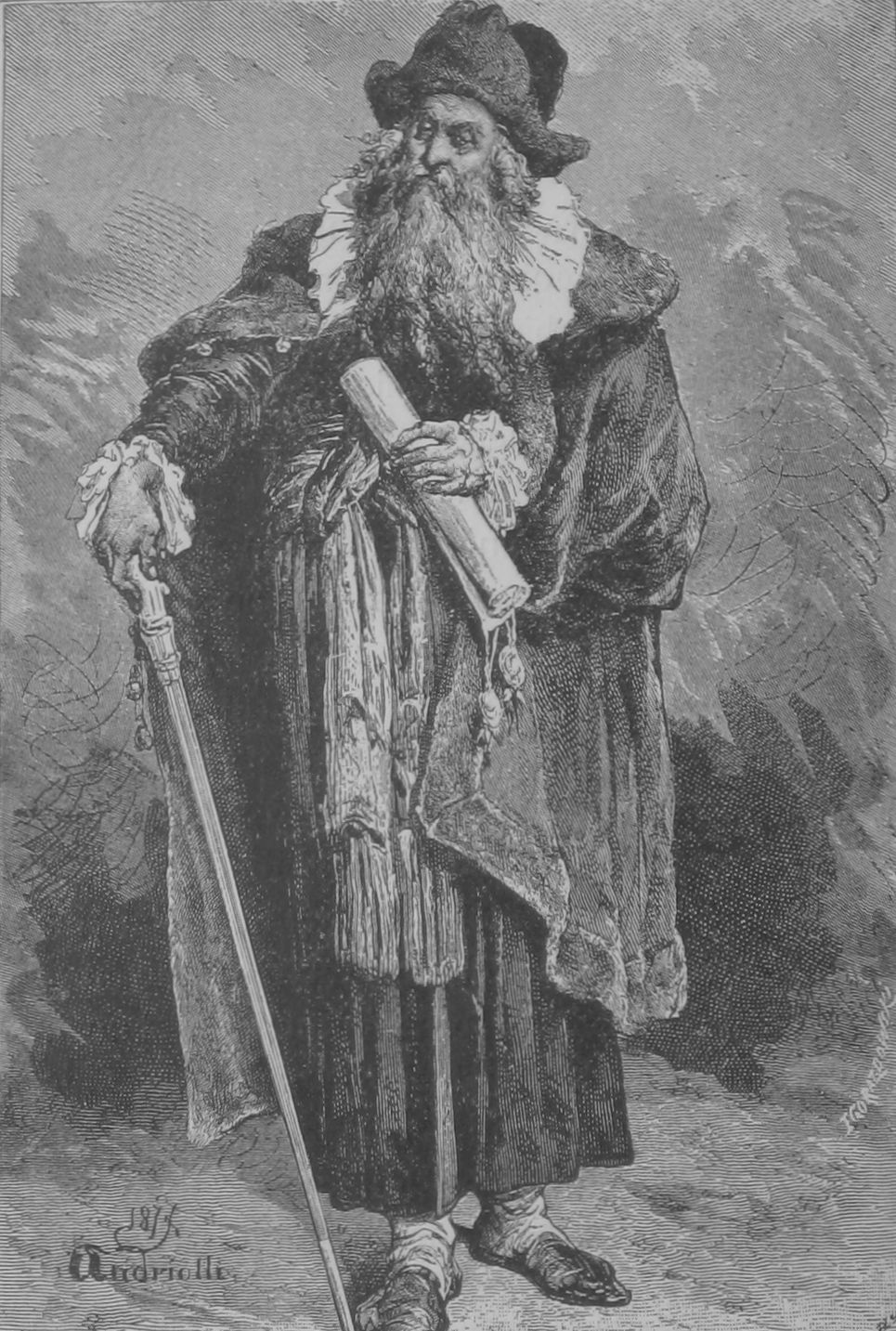
Андриолли. Меир Эзофович (иллюстрация)

Элиза Ожешко дебютировала в печати повестью «Картинка из голодных лет» („Obrazek z lat głodowych“) в 1866 году. Пользовалась псевдонимами E. O., Bąk (z Wa-Lit-No), Li…ka, Gabriela Litwinka.
Ранние романы и повести «Пан Граба» („Pan Graba“, 1869), «Марта» („Marta“, 1873) и другие написаны на темы общественной эмансипации и борьбы женщин за человеческое достоинство. Разложению патриархального помещичьего уклада и возвышению буржуазии посвящены романы «Эли Маковер» („Eli Makower“, 1874—1875), «Семья Брохвичей» („Rodzina Brochwiczów“, 1876) и другие. Для творчества Ожешко 1860-х — 1870-х годов характерны тенденциозные жанры «повести с тезисом», «рассказа с тезисом».
Широкое признание принесли роман «Меир Эзофович» („Meir Ezofowicz“; другой русский вариант названия «Меер Иозефович»; 1878; переведён на 13 языков), рассказы сборника «Из разных сфер» (т. 1—3, 1879—1882), повести из жизни белорусских крестьян «Низины» („Niziny“, 1883), «Дзюрдзи» („Dziurdziowie“, 1885), «Хам» („Cham“, 1888).
Роман «Над Неманом» („Nad Niemnem“, 1887) расценивается как вершина творчества писательницы. В романе изображаются трудолюбивые землепашцы, верные национально-патриотическим традициям эпохи польского восстания 1863 года, и деградирующая шляхта. Из поздних произведений выделяются роман «Аргонавты» („Argonauci“, 1899) и сборник рассказов «Gloria victis» (то есть «Слава побежденным», 1910), посвящённый восстанию 1863 года.
В 1905 году выдвигалась на Нобелевскую премию по литературе (как и Лев Толстой), но её получил Генрик Сенкевич. В 1906 году в честь 40-летия её литературной деятельности была выпущена памятная медаль.
Произведения Элизы Ожешко неоднократно переводились на русский язык.

## Библиография

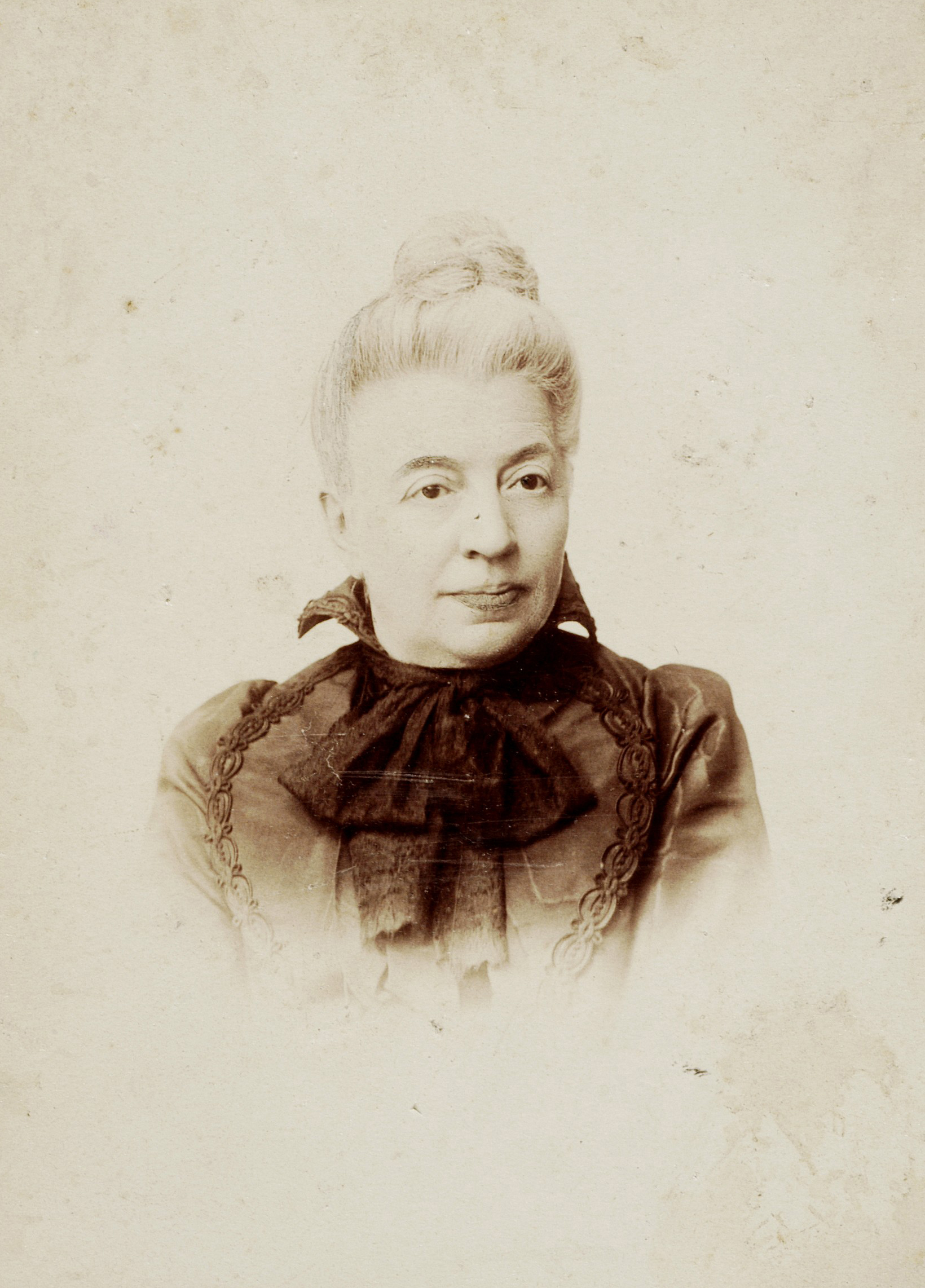
Элиза Ожешко-Нагорска (1900)

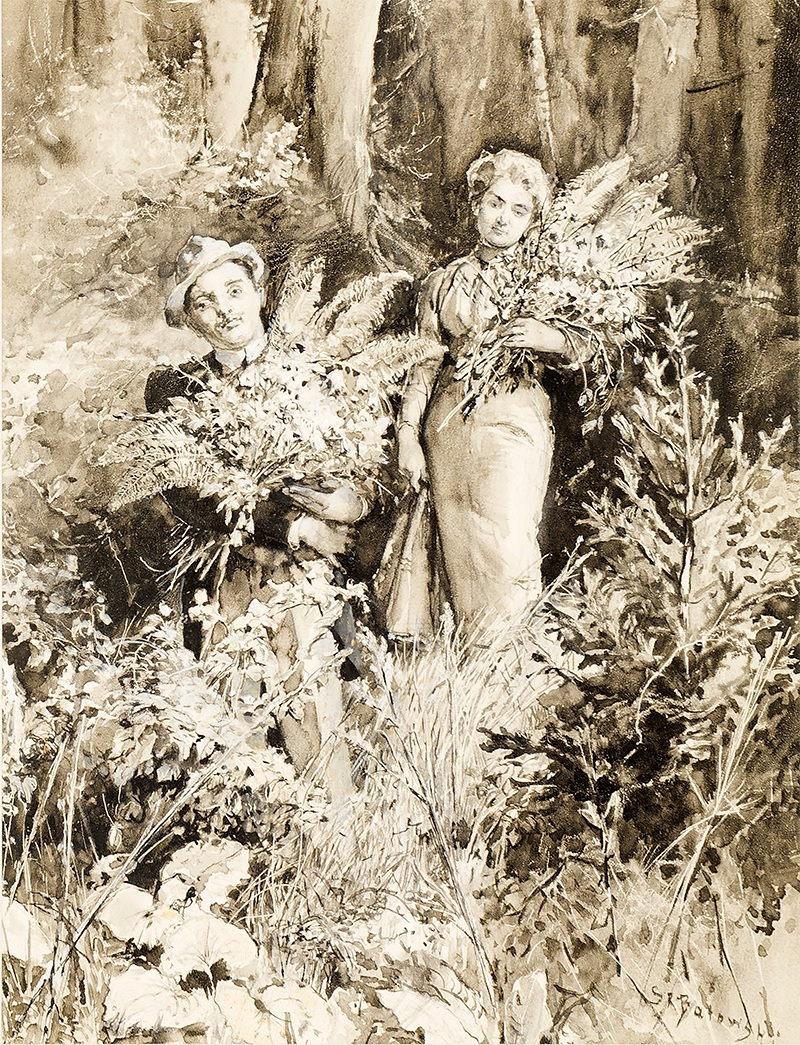
«Сбор папоротника», иллюстрация к «Анастасии», художник — Станислав Батовский

### Издания на русском языке
- Элиза Ожешко. Из рук в руки / Пер. с польского. — Приложение к газете "Приазовский край", 43 (13 ноября). — Типографія газеты "Приазовский край", 1905. — С. 176.
- Миртала. М., Текст, 2011.
- Собрание сочинений, 6 тт. М., Художественная литература, 1991—1996.
- Сочинения, 5 тт. М., 1953—1954.
- Полное собрание сочинений, 8 тт. Киев — С-Пб — Харьков, 1902—1910.
- Собрание сочинений, 12 тт. С-Пб, 1909—1910.
- Собрание сочинений, под ред. С. С. Зелинского, 12 тт. С-Пб, 1905—1908.
- Полное собрание сочинений, перев. А. Броновицкой, 8 тт. Киев, 1902—1911.
- Собрание сочинений, 3 тт. С-Пб, 1889.